# 益田貞兼
益田 貞兼（ますた さだかね）は戦国時代の武将。戦国大名大内氏の家臣。益田氏第16代。

## 生涯
石見国の国人。寛正2年（1461年）に父益田兼堯から家督を譲られ、以降大内政弘に仕える。応仁の乱に際しては政弘に従って上洛し、細川勝元軍と交戦して武功を挙げ、足利義視から太刀と鎧を与えられた。
文明2年（1470年）、周防国において大内教幸が反乱を起こす（大内道頓の乱）。石見の有力国人吉見信頼も反乱に加担したため、政弘の命令で石見に帰国し、陶弘護と協力して反乱を鎮圧した。この功績を受けて政弘より周防・長門などに所領を新たに加増され、益田氏の全盛期を創出する。文明11年（1479年）には9代将軍足利義尚の接待を受けている。
文明15年（1483年）、嫡男の宗兼に家督を譲って隠居したが、引き続き大内家の重鎮として政務に参画した。大永6年（1526年）7月20日に死去。